# 조니 가가노
쟈니 가르가노(영어: Johnny Gargano, 1987년 8월 14일 ~ )는 본명은 존 안쏘니 니콜라스 가르가노(John Anthony Nicholas Gargano)다. 남자 미국의 프로레슬링선수다. 2005년 프로레슬링 입문으로 키는 146cm 몸무게는 43kg이다.

## Professional wrestling highlights
- Finishing moves
  - Garga-No Escape (Modified over the shoulder crossface chickenwing)
  - Thunderstruck (Slingshot DDT)
  - Hurts Donut (Reverse full nelson STO) 2007-2018; used as a characteristic move since 2018
- Signature moves
  - Baby Ace Crusher (Running inverted cutter to an opponent on their knees)
  - Crosston Crab (Cross-legged boston crab)
  - Jumping somersault spear, sometimes in slingshot version
  - Multiple kick variations
    - Running somersault enzuigiri
    - Springboard somersault drop
    - Running double knee

  - Spinning reverse STO
  - You're Dead / Lawn Dart (Running snake eyes into middle turnbuckle)

- Manager
  - Candice Lerae
  - Josh Prohibition
  - Larry Dallas
  - Lexi Lane
  - Reby Sky

- Nicknames
  - "All Heart"
  - "(The Bee's Knees, The Cat's Pajamas and) The Whole Shebang"
  - "Johnny Wrestling"
  - "Johnny TakeOver"
  - "Johnny Champion"
  - "The WWN Icon"

- Entrance themes
  - "Iteration" by the Wiggly of Trap Door (Chikara)
  - "Down" of the Curse Icon (Prime Wrestling)
  - "Don't Die Digging" by the Graduates
  - "Chrome Hearts" by CFO$ (NXT; 2016-2017; used in tandem with Tommaso Ciampa)
  - "Rebel Heart" by CFO$ (NXT; 12 July 2017-present)

## 경력
- AIW 앱솔룻 챔피언 (1회)
- AIW 인텐스 디비전 챔피언 (2회)
- 건틀릿 포 골드 (2012)
- 잭 오브 올 트리오스 (2010) - 플립 켄드릭 앤드 루이스 린던
- 퓨드 어브 더 이열 (2018) vs 토마소 치암파
- WWE NXT 매치 오브 더 이열 (2018) vs 안드라데 시앤 알마스 온 WWE NXT 테이크 오버 필라델피아 2018
- WWE 메일 레슬링 오브 더 이열 (2018)
- CWE 통합 챔피언 (1회)
- 치카라 컴피오네토스 드 파레야스 (2회) - 척 타일러
- CAPW 주니어 헤비웨이트 챔피언 (1회)
- 아이언맨 헤비메탈웨이트 챔피언 (1회)
- 이볼브 태그팀 챔피언 (1회) - 드류 갤로웨이
- 오픈 더 프리덤 게이트 챔피언 (2회)
- 오픈 더 유나이티드 게이트 챔피언 (1회) - 리치 스완
- 시틱 컵 (2014)
- 이볼브 태그팀 챔피언십 토너먼트 (2014) - 드류 갤로웨이
- IWC 슈퍼 인디 챔피언 (1회)
- IWC 태그팀 챔피언 (1회) - 미카엘 파사드
- 레거시 챔피언 (1회)
- 퓨드 어브 더 이열 (2018) - 토마소 치암파
- 랭크드 넘버 6 오브 더 탑 500 싱글즈 레슬링 인 더 PWI 500 인 2019
- PWO/프라임 헤비웨이트 챔피언 (3회)
- 스매쉬 레슬링 챔피언 (1회)
- 랭크트 #9 오브 더 10 베스트 메일 레슬러즈 오브 (2018) - (타이드 토마소 치암파)
- 레이스 포 더 링 토너먼트 (2014)
- 퓨드 오브 더 이열 (2018) - 토마소 치암파
- WWE 태그팀 챔피언 (신 버전) (2회) - 토마소 치암파
- WWE NXT 챔피언 (1회)
- WWE NXT 노스 아메리칸 챔피언 (3회)
- WWE NXT 태그팀 챔피언 (1회) - 토마소 치암파
- 퍼스트 NXT 트리플 크라운 챔피언
- WWE NXT 이열 엔드 어워드 (3회)
  - 매치 오브 더 이열 (2016, 2018) - 토마소 치암파 vs 더 리바이벌(대쉬 와일더 앤드 스캇 도슨) 인 투 아웃 어브 쓰리 폴즈 매치 포 더 WWE NXT 태그팀 챔피언십 엑트 WWE NXT 테이크 오버 토론토 2016 vs 안드라데 시엔 알마스 포 더 WWE NXT 챔피언십 테이크 오버 필라델피아 2018
  - 라이벌리 오브 더 이열 (2018) vs 토마소 치암파